# Грецько-південноафриканські відносини
Гре́цько-півде́нно-африка́нські відно́сини — двосторонні міжнародні відносини між Грецією та Південно-Африканською Республікою. Наявність великої грецької діаспори в Південно-Африканській Республіці призвела до того, що дипломатичні відносини між країнами було встановлено ще на початку XX століття. Відносини були привітними, а після Другої світової війни, у якій країни були союзниками, вони ще більше зміцніли.
У Греції є посольство в Преторії, генеральне консульство в Йоганнесбурзі та два консульства в Кейптауні та Дурбані. У ПАР є посольство в Афінах та почесне консульство в Салоніках.

## Список нещодавніх двосторонніх візитів
- Колишній президент ПАР Нельсон Мандела — Греція (з 18 по 25 червня 2002 року)
- Міністр закордонних справ Греції Йоргос Папандреу — ПАР, для участі в Світовому саміті зі сталого розвитку (WSSD) (з 1 по 4 вересня 2002 року).
- Колишній президент Греції Константінос Стефанопулос (з 29 жовтня 29 по 2 листопада 2002 року)
- Міністр закордонних справ ПАР Нкосазана Дламіні-Зума — Греція, для двосторонніх переговорів під-час президентства Греції в Європейському Союзі.
- Президент ПАР, Табо Мбекі — Греція (з 24 по 26 лютого 2005 року).

## Список двосторонніх угод
- Конвенція щодо уникнення подвійного оподаткування доходів. Підписана 19 листопада 1998 року, набрала чинності 19 лютого 2003 року.
- Угода про заохочення та взаємний захист інвестицій. Підписано 19 листопада 1998 року, набрала чинності 5 вересня 2001 року.
- Угода щодо авіатранспорту. Підписано 19 листопада 1998 року, набрала чинності 23 травня 2001 року.
- Угода щодо комерційних вантажоперевезень та пов'язаних з вантажоперевезенням тем. Підписано 26 лютого 1998 року, вступила в дію 13 липня 2001 року.
- Угода щодо співпраці в сфері туризму. Підписано 19 листопада 1998 року.
- Угода щодо співпраці. Підписано 25 липня 2005 року.